# Ride Tek

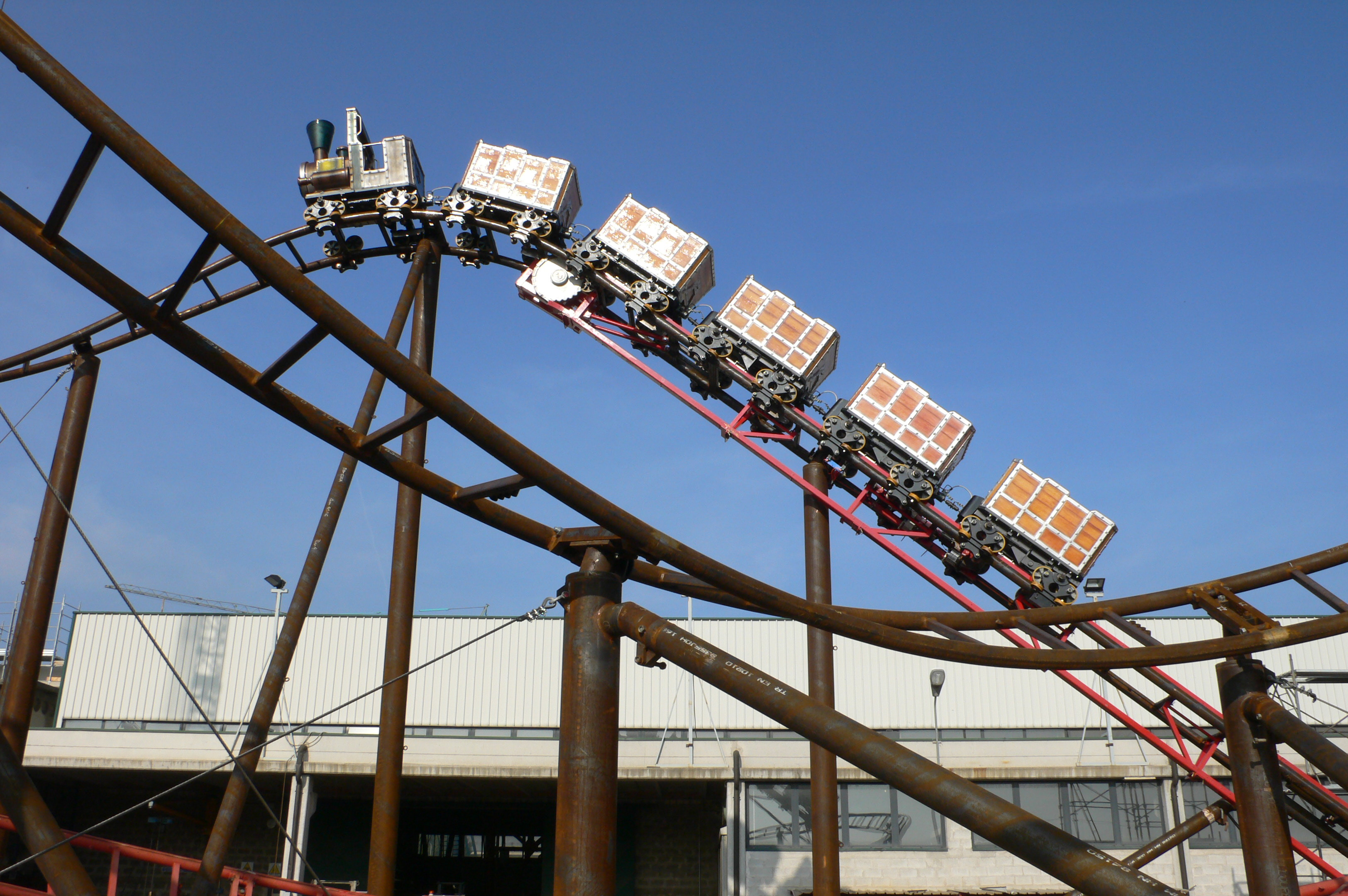
Test del family coaster Run Away Train

La Ride Tek è una società specializzata in progettazione montagne russe (Roller Coaster) con sede a Suzzara (MN) Italia.
Lo studio è nato nel 2001 dall'unione di un gruppo di ingegneri che operavano già in vari campi dell'"amusement industry".
Alcuni ingegneri presenti nell'azienda provengono dalla Pinfari, che è stata per molti anni una delle aziende di punta del settore "amusement" italiano e mondiale.
Anche se l'azienda si focalizza principalmente sulla progettazione di attrazioni per parchi di divertimento e per altre industrie del settore, la Ride Tek si occupa anche di consulenza (pre e post vendita) e della pianificazione della messa in opera dell'attrazione progettata.

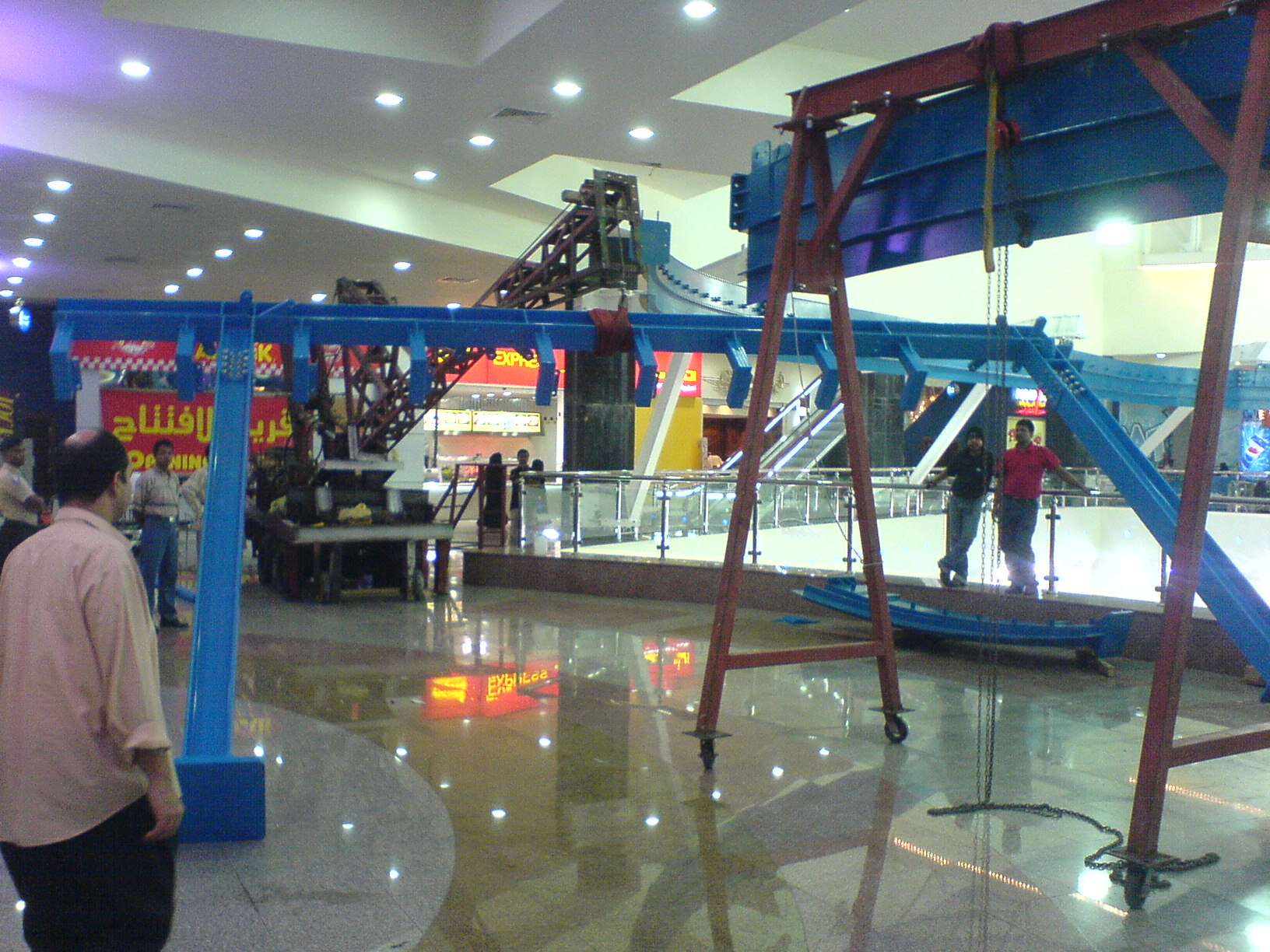
Installazione di una monorotaia all'interno di un centro commerciale

## Tipi di attrazioni progettate dalla Ride Tek
- Double Shot: o nel linguaggio tecnico giant inverted shuttle coaster. La sua particolarità è che il treno percorre l'intero tracciato per due volte, la prima in avanti e indietro.
- Run Away Train: montagna russa dedicata a un target familiare con un tracciato abbastanza veloce e morbido. La tematizzazione è in stile miniera del far west.
- Thor's Hammer: il nome pittoresco serve a visualizzare meglio il particolare e brevettato metodo di "lancio" del treno di questa particolare tipologia di launched coaster
- Hanging monorail: o monorotaia "appesa" è progettata utilizzata normalmente per interni e permette una vasta gamma di possibili tematizzazioni; (ne è stata installata una in un centro commerciale in Arabia Saudita nel 2005)